# Череша
 Тази статия е за плодът.  За селото в Област Бургас вижте Череша (село).  
Черешата (от латински: Cerasum) е костилковия плод на овощно дърво, принадлежащо към рода Сливи (Prunus), семейство Розоцветни. Вирее при умерен климат в северното полукълбо, като в Северна Америка се срещат два вида, в Европа – три, а останалите видове – в Азия. Цветовете образуват малки съцветия. Плодът е гладък и по него няма трапчинки. Черешовите дървета имат красиви цветове и понякога се отглеждат именно заради декоративната им стойност.

## Хранителни стойности и лечебни свойства
Черешите са богати на флавоноиди – като важните за имунитета антоцианини. Съдържат и кверцетин – силно противовъз-палително вещество, облекчаващо болката в ставите и предпазващо от очни заболявания. Черешите са богат естествен източник на елагова киселина, която има антиканцерогенни свойства, и на витамин С, който подпомага производството на колаген, поддържа здравия вид на кожата и косата и успешно се бори с вирусите и бактериите.

## Култивиране и употреба
Най-широко разпространените видове череши, които са предназначени за консумация в прясно състояние, са дивата череша (Prunus avium) и вишната (Prunus cerasus). Родината на тези два вида е Европа и Западна Азия. Вишната се използва в кулинарията, главно за приготвяне на сок, конфитюр, желе и мармалад.
В Европа промишлено производство на череши се осъществява от Пиренейски полуостров на запад до Мала Азия на изток, а на север – до Британските острови и южната част на Скандинавския полуостров. В САЩ по-голямата част от черешовите насаждения са създадени в западната част на държавата (Калифорния, Вашингтон).
Черешите са едни от най-ранните пролетни плодове. В Австралия зреят по Коледа, в Южна Европа през юни, във Великобритания в средата на юли. През 2003 година общото световно черешопроизводство е около 3 милиона тона, от които една трета се пада на производството на вишни.

## Производство на череши в България
Производството на череши в България по данни от Министерството на земеделието и горите е както следва:
- 2002: 15 654 тона
  - Северозападен район: 26 тона
  - Северен централен район: 1768 тона
  - Североизточен район: 728 тона
  - Югоизточен район: 1648 тона
  - Южен централен район: 7432 тона
  - Югозападен район: 4052 тона
- 2003: 17 243 тона
  - Северозападен район: 12 тона
  - Северен централен район: 635 тона
  - Североизточен район: 667 тона
  - Югоизточен район: 2628 тона
  - Южен централен район: 4907 тона
  - Югозападен район: 8394 тона
- 2004: 21 369 тона
  - Северозападен район: 94 тона
  - Северен централен район: 892
  - Североизточен район: 938
  - Югоизточен район: 5245
  - Южен централен район: 6173
  - Югозападен район: 8027

## Празник на черешата
Провежда се ежегодно в гр. Кюстендил, 3 поредни дни от юни. Първото овощарско изложение в България се провежда в Кюстендил през 1896 г., когато е учредена Първата национална овощарска изложба. Празникът-изложение е възстановен през 2008 г. под името „Празник на черешата“.Сайт на празника

## Други
На черешите е наречена улица в квартал „Люлин“ в София (Карта).